# KIIRAS
KIIRAS(키라스)는 린브랜딩이 결성한 대한민국의 6인조 걸 그룹이다. 2025년 5월 29일에 데뷔했다.

## 이름
"키라스"라는 이름은 에너지(energy)를 의미하는 한국어 "키"와 "악동(Rascal)"을 의미하는 영어 단어의 조합이다.

## 활동

### 데뷔 전
키라스는 린브랜딩이 론칭한 첫 글로벌 걸 그룹으로, 프로듀싱은 2012년 EvoL로 데뷔 후 솔로 아티스트로 활동한 Saay가 맡았다. 2015년 그룹 해체 후, 그녀는 유니버설 뮤직과 계약하고 2017년 "Circle"로 솔로 데뷔한 이후, Saay는 K-pop 프로듀서로서의 활동을 본격화했다.
가장 먼저 공개된 멤버는 2006년생 말레이시아인 링링으로, YG 엔터테인먼트와 웨이크원에서 연습생 생활을 했으며, 2024년 Mnet의 서바이벌 프로그램 《I-LAND2: N/a》에 출연했으나 7회에서 탈락했다. 이후 린브랜딩과 계약해 2025년 4월 18일 첫 번째 멤버로 발표되었으며, 5월 6일 키라스의 리더로 선정되었다. 《I-LAND2: N/a》 참가자 링링이 멤버로 데뷔하는 그룹이라는 사실이 알려지며 키라스는 데뷔 전부터 화제를 모았다. 그녀는 말레이시아 최초의 K-pop 여성 아이돌로도 주목받았다. 2025년 5월 6일, 링링은 키라스의 리더로 선정되었다.
이후 4월 말부터 5월 초까지 나머지 멤버들이 순차적으로 공개되었다. 2008년생 하린은 중학교 전교 1등 출신으로 린브랜딩 전국 오디션을 통해 발탁되었고, 카일리(2008년생), 쿠루미(2006년생)도 같은 시기 모습을 드러냈다. 5월 5일에는 도연(2009년생)과 로아(2011년생)가 마지막 멤버로 합류했다. 도연은 아역 배우로, 로아는 아역 모델이자 전통 국악 경력을 바탕으로 가야금 병창 무대를 선보이며 활동한 이력이 있다. 아이돌 데뷔 직전, 로아는 국악 한마당에 참여하여 이 행사에 참여한 최초의 아이돌이 되었다.

### 2025년
키라스는 2025년 5월 29일, 디지털 싱글 〈Kill Ma Boss〉를 발매하며 정식 데뷔했으며, 이 곡은 곧 발매 예정인 앨범의 선공개 곡으로 선보였다. 엠넷의 《엠카운트다운》, KBS2의 《뮤직뱅크》, MBC의 《쇼! 음악중심》, SBS의 《인기가요》 등 음악 방송 무대에서 데뷔 싱글을 열정적으로 선보이며 홍보했다. 6월 9일, 키라스는 일지아트홀에서 첫 데뷔 쇼케이스를 개최했다.
6월 9일에는 일지아트홀에서 데뷔 쇼케이스를 개최하며 팬들과 처음으로 만났다.

## 예술성
키라스의 데뷔 콘셉트는 미국 컨트리 음악 장르의 특징을 통합했으며, 데뷔 싱글 "Kill Ma Boss"도 R&B와 힙합의 조합을 탐구했다. "Kill Ma Boss" 발매 직후, 트랙에 대한 초기 평가는 대체로 콘셉트에 대해 긍정적이었다.

## 구성원
| 이름   | 소개 |
| ------ | --- |
| 링링   | - 생년월일 : 2005년 4월 20일(20세) - 출생지 : 말레이시아 사바주 - 포지션: 리더 - 활동기간 : 2025년 5월 29일 ~ 현재 |
| 쿠루미 | - 본명 : 카타기리 쿠루미 - 생년월일 : 2006년 6월 20일(19세) - 출생지 : 일본 - 활동기간 : 2025년 5월 29일 ~ 현재    |
| 하린   | - 본명 : 김민주 - 생년월일 : 2008년 1월 3일(17세) - 출생지 : 대한민국 - 활동기간 : 2025년 5월 29일 ~ 현재          |
| 카일리 | - 본명 : 박지예 - 생년월일 : 2008년 5월 17일(17세) - 출생지 : 대한민국 - 활동기간 : 2025년 5월 29일 ~ 현재         |
| 도연   | - 본명 : 김도연 - 생년월일 : 2009년 12월 26일(15세) - 출생지 : 대한민국 - 활동기간 : 2025년 5월 29일 ~ 현재        |
| 로아   | - 본명 : 김로아 - 생년월일 : 2011년 10월 16일(13세) - 출생지 : 대한민국 - 활동기간 : 2025년 5월 29일 ~ 현재        |

## 음반 목록

### 싱글
| 제목           | 연도 | 최고 차트 순위 | 앨범      |
| 제목           | 연도 | KOR DL         | 앨범      |
| -------------- | ---- | -------------- | --------- |
| "Kill Ma Boss" | 2025 | 140            | 발표 예정 |